# Royal Gigolos
Royal Gigolos est un groupe de dance d'origine allemande fondé en 2003 par le DJ Producteur DJ Tyson (aussi DJ Kosmonova). Les productions du groupe se basent essentiellement sur des reprises. Concept qui a été largement suivi par d'autres producteurs depuis 2005. Ils ont été notamment imités par leurs voisins autrichiens les Global Deejays.
Le succès des Royal Gigolos se retrouve surtout en Allemagne, leur pays d'origine.
Les Royal Gigolos se sont fait connaitre en France grâce à leur reprise electro de California Dreamin' (sortie en France printemps 2004) qui fut classé n°2 des ventes single en France. Il fut aussi le titre le plus diffusé en club pour l'année 2004 d'après le classement club 40 (France).
Le single après California Dreamin' s'intitule No Milk Today, il s'agit du 2e et dernier single sorti en France.
La dernière apparition des Royal Gigolos dans les médias français fut l'année 2005, lorsque le groupe remix le single de Potatoheadz : Narcotic. Ce titre a rencontré un grand succès dans les clubs en France.

## California Dreamin'

### Classement par pays
| California dreamin' (2004)    | Meilleure position |
| ----------------------------- | ------------------ |
| France                        | 2                  |
| Allemagne                     | 24                 |
| Suisse                        | 17                 |
| Belgique Flandre              | 35                 |
| Belgique Wallonie             | 2                  |
| Finlande                      | 19                 |
| Danemark                      | 52                 |
| France club 40 Diffusion club | 1                  |

## Discographie

### Singles / Maxis / Vinyls
- 2004 : California Dreamin' (original : The Mamas & The Papas)
- 2004 : No Milk Today (original : Herman's Hermits)
- 2005 : Self Control / Somebody's Watching Me (originaux : Laura Branigan / Rockwell)
- 2006 : Tell It To My Heart (original : Taylor Dayne)
- 2006 : High Energy (promotionnel)
- 2007 : Why Did You Do It (The Comfort Zone)
- 2008 : Girls Just Wanna Dance : mélange de "Girls Just Want To Have Fun" de Cyndi Lauper & "I Wanna Dance With Somebody" de Whitney Houston)
- 2007 : High Energy (ressortie)
- 2008 : Get The Party Started

### Remixes
- 2004 : DJ Thoka Vs DJ Taylor - Happy Song
- 2004 : Dave Armstrong - Make Your Move
- 2004 : Bomfunk MC's - No Way In Hell
- 2005 : Potatoheadz - Narcotic
- 2005 : Mike MH-4 - Electrica Salsa
- 2005 : DJ Tyson Vs Village People - YMCA 2005
- 2006 : Nimbus - Ritmo De La Noche
- 2006 : Lazard - Your Heart Keeps Burning
- 2007 : P!nk - Get the Party Started
- 2008 : Hightower - Tonight
- 2008 : Urszula Dudziak - Papaya
- 2012 : The Booty Jocks - Into The Groove
- 2013 : The Booty Jocks - Gonna Make You Sweat

### Parodie
Cauet a parodié No Milk Today avec les paroles de Bali Balo.